# Ida Wallfelt
Ida Kristina Wallfelt, född 26 juni 1983 i Stockholm, är en svensk skådespelare.

## Biografi
Wallfelt studerade på teaterlinjen på Stockholms estetiska gymnasium 1999-2001. Efter studier i filmvetenskap vid Stockholms universitet 2002-2003 och en ettårig kurs i meisnerteknik på Studiefrämjandet 2003-2004 antogs hon vid Teaterhögskolan i Malmö, där hon studerade 2004-2008. Därefter har hon varit verksam vid bland annat Teater InSite och Helsingborgs stadsteater.

## Teater

### Roller
| År   | Roll                  | Produktion                                                                 | Regi               | Teater                   |
| ---- | --------------------- | -------------------------------------------------------------------------- | ------------------ | ------------------------ |
| 2006 | Båbben                | Lavv Stefan Lindberg                                                       | Aslak Moe          | Helsingborgs stadsteater |
| 2008 | Lila Hungriga piraten | Fyrverkerimakarens dotter (The Firework-Maker's Daughter) Philip Pullman   | Anette Norberg     | Helsingborgs stadsteater |
| 2009 | Polly Peachum         | Tiggarens opera (The Beggar's Opera) John Gay                              | Johan Wahlström    | Helsingborgs stadsteater |
| 2009 | Snövit                | Snövit och sju miffon Gunilla Boëthius                                     | Dan Kandell        | Helsingborgs stadsteater |
| 2010 | Alice                 | Hantverkarna (Håndværkerne) Line Knutzon                                   | Lasse Beischer     | Helsingborgs stadsteater |
| 2010 | Den röda Drottningen  | Alice i äventyrslandet - en äventyrlig vandringsföreställning Lewis Carrol | Hilde Brinchmann   | Helsingborgs stadsteater |
| 2010 |                       | Znack: tro, hopp och krogshow                                              | Annika Kofoed      | Helsingborgs stadsteater |
| 2010 | Ugglan                | Hit och dit men ganska långt bort Johan Althoff                            | Voula Kereklidou   | Helsingborgs stadsteater |
| 2010 |                       | Svansångare Charlotte Engelkes                                             | Charlotte Engelkes | Helsingborgs stadsteater |
| 2011 |                       | Allt som är ditt Anna Novovic                                              | Anna Novovic       | Helsingborgs stadsteater |
| 2011 | Silja van der Vries   | Duvorna (Die Tauben) David Gieselmann                                      | Alexander Öberg    | Helsingborgs stadsteater |
| 2012 | Hermia                | En midsommarnattsdröm (A Midsummer Night's Dream) William Shakespeare      | Anna Novovic       | Helsingborgs stadsteater |